# Jugoslávských partyzánů
Jugoslávských partyzánů je asi 970 metrů dlouhá ulice v Praze, která vede po hranici čtvrtí Dejvice a Bubeneč z Vítězného náměstí na prostranství před hotelem International (dříve náměstí Družby), kde se dříve nacházela tramvajová smyčka Podbaba a k vyústění ulice Pod Juliskou. Má nejen význam páteřní obslužné městské třídy, ale je i součástí dopravního spojení centra Prahy s Podbabou, Lysolaji, Suchdolem a Roztokami. Současný název získala v roce 1948 podle komunistických jugoslávských partyzánů z dob druhé světové války, vedených Titem.

## Historie

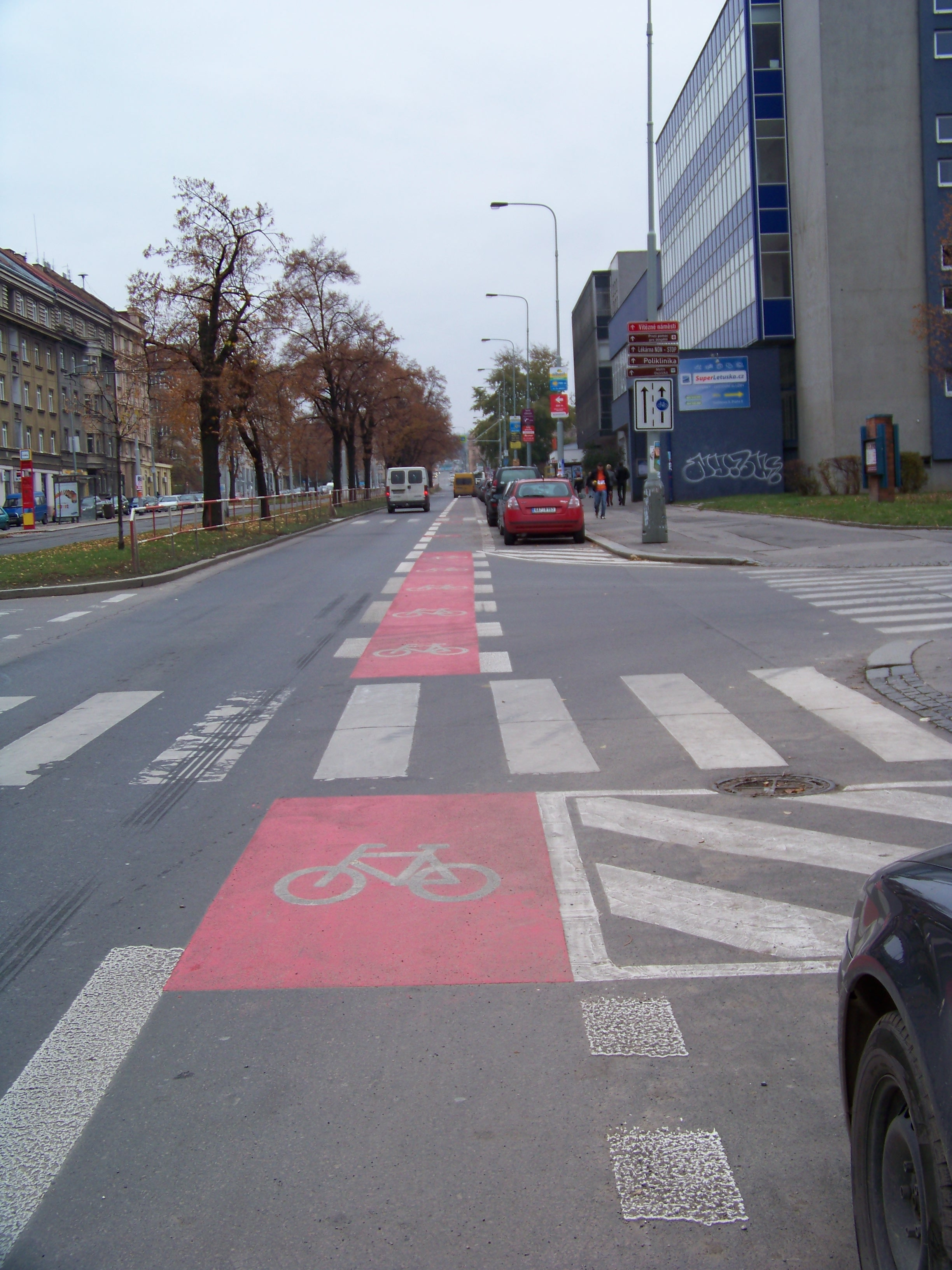
Dopravní uspořádání vozovky od roku 2009: jízdní pruh pro cyklisty

Vznikla v linii někdejší velvarské silnice, která existovala nejméně od 17. století a jejímuž úseku od okraje Hradčan do Podbaby se říkalo Podbabská. V roce 1911 byla Podbabská ulice z hlediska pojmenování rozdělena na tři části: úsek odpovídající dnešní ulici Jugoslávských partyzánů dostal název Komenského, úsek jižně od ní Svatovítská a severně od ní Podbabská. V roce 1928 však byla celá Komenského ulice opět připojena k Podbabské. V roce 1934 byla bývalá Komenského ulice opět z Podbabské vyčleněna, tentokrát pod jménem „krále Alexandra“. Poté byla v roce 1940 přejmenovaná na Leteckou, roku 1946 na Titovu a roku 1948 dostala dnešní název Jugoslávských partyzánů. V letech 1958–1990 neslo prostranství před hotelem International název náměstí Družby, poté bylo opět připojeno k ulici Jugoslávských partyzánů s odůvodněním, že nemá charakter náměstí.
19. prosince 1928 byla ulicí zavedena tramvajová trať (dva a půl roku po přivedení trati na Vítězné náměstí), 3. listopadu 1938 byla trať o nevelký úsek prodloužena, avšak stále končila na křížovém přejezdu. Od 21. dubna 1947 byla před koncem trati předjízdná kolej a od 10. května 1947 byla trať zakončena obousměrnou smyčkou. V létě 2011 byla provedena kompletní rekonstrukce trati (s kompletní výměnou svršku), předjízdná kolej byla zrušena a smyčka byla posunuta o několik set metrů dále na sever, až k železniční trati Praha-Děčín.

### Starší názvy
- 17. – 19. století – součást Velvarské silnice
- 19. století – součást Podbabské silnice
- 1911-1928 Komenského ulice
- 1928-1934 součást Podbabské ulice
- 1934-1940 ulice krále Alexandra, podle jugoslávského diktátora z 20. let
- 1940-1945 Letecká ulice
- 1945-1946 ulice krále Alexandra
- 1946-1948 Titova ulice, podle jugoslávského komunistického vůdce
- od roku 1948 ulice Jugoslávských partyzánů
- 1958–1990 severní část nesla název „náměstí Družby“

## Uspořádání a zástavba

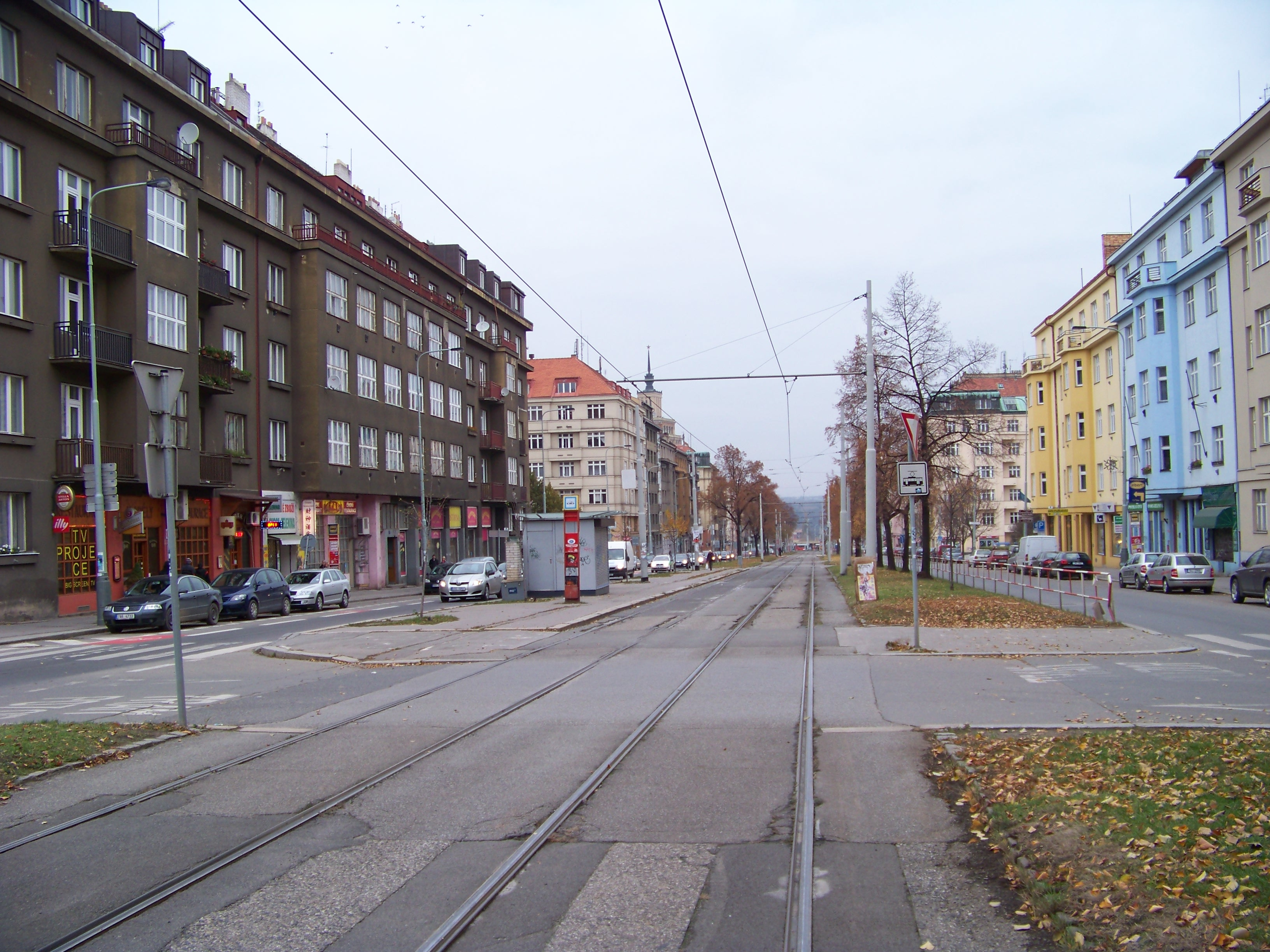
Pohled od tramvajové zastávky Lotyšská k severu

Středem ulice prochází tramvajový pás, rozšířený po obou stranách pásy zeleně se stromořadími. Vně tohoto pásu se nacházejí jednosměrné vozovky, které původně měly dva jízdní pruhy. Protože však kvůli parkujícím vozidlům byly vnější jízdní pruhy prakticky nepoužitelné, byly v roce 2009 přeznačeny na parkovací pruhy doplněné jízdními pruhy pro cyklisty. Vnější okraje ulice jsou tvořeny klasickými městskými chodníky podél blokové domovní zástavby.
Na jihu na Vítězném náměstí ulice navazuje od roku 1932 na kruhový objezd, jímž však tramvajová trať od roku 1942 prochází napříč. Severněji, avšak stále ještě na náměstí, do ní vyúsťuje od západu jednosměrná komunikace autobusového obratiště Dejvická a od východu jednosměrná spojka od ulic Československé armády a Verdunská. Na další křižovatce ústí ze západu jednosměrná Šolínova ulice a na východ odbočuje jednosměrná jižní vozovka Rooseveltovy ulice. Při západním okraji jižně od Šolínovy ulice je umístěna výstupní i nástupní zastávka autobusových linek do Roztok (před zavedením PID končily linky v dnešní Verdunské ulici). Severní vozovka Rooseveltovy ulice vyúsťuje do ulice Jugoslávských partyzánů proti Technické menze, u nárožní pizzerie Grosseto. V úrovni severního konce Technické menzy odbočuje k východu jednosměrná Lotyšská ulice, tato křižovatka však není opatřena přejezdem přes tramvajovou trať a tedy do ní není možné odbočit ve směru od Podbaby. Jen o trochu severněji, proti Bubenečské lékárně, vyúsťuje na západní straně obousměrná ulice Velflíkova. Tramvajová zastávka Lotyšská ve směru od centra Prahy se nachází před Lotyšskou ulicí, ve směru do centra Prahy před Velflíkovou ulicí. Obousměrná jižní vozovka ulice Nikoly Tesly (na jejímž nároží je hospoda U Švejka) tvoří společnou křižovatku s jižní, jednosměrnou vozovkou náměstí Interbrigády. Na severní vozovku ulice Nikoly Tesly navazuje přejezd tramvajové tratě v úrovni středu náměstí Interbrigády, z jednosměrné vozovky při severním okraji náměstí Interbrigády však lze odbočit pouze doprava, protože na ni přejezd nenavazuje. Křižovatka se Zelenou ulicí je vybavena světelnou signalizací. A v její bezprostřední blízkosti se nachází tramvajová zastávka Zelená.

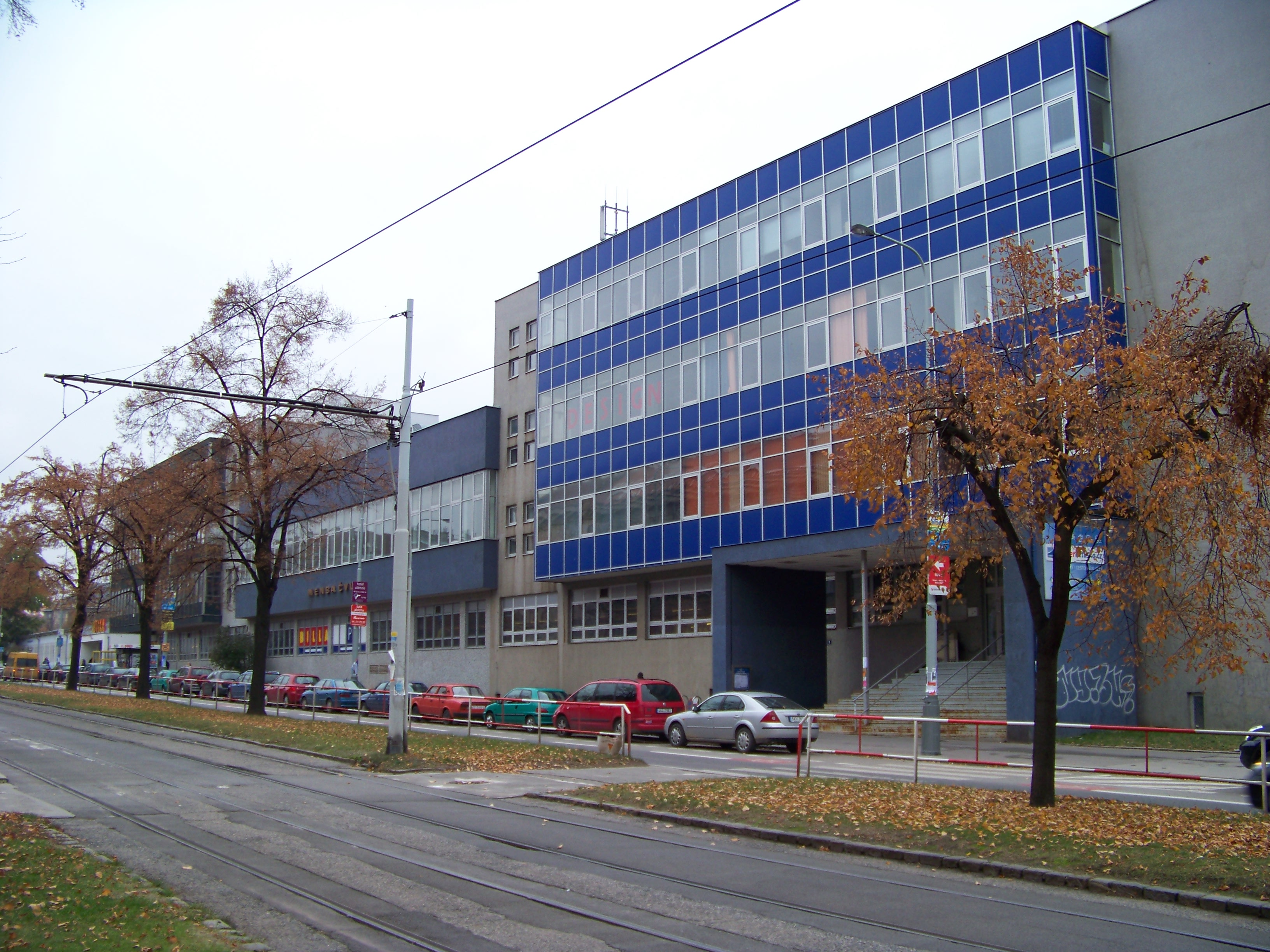
Technická menza

Bývalé náměstí Družby je komplikovanou křižovatkou. Při jeho jižním okraji odbočují z ulice Jugoslávských partyzánů k západu i k východu jednosměrné úseky ulice Čínské. Vozovky ulice Jugoslávských partyzánů obcházejí středovou dvousměrnou tramvajovou smyčku a parkoviště severně od ní, východní vozovka se přitom na světelně řízené křižovatce sbíhá se souběžnou ulicí Terronskou, zatímco ze západní vozovky se směrem k jihu odděluje souběžná ulice Koulova. Při severním okraji bývalého náměstí, kde se oba směry opět sbíhají, vyúsťuje ze západu obousměrná ulice Pod Juliskou. V této křižovatce ulice Jugoslávských partyzánů přechází v ulici Podbabskou.
Tramvajovou trať tedy v celé délce ulice přetíná celkem 8 přejezdů (autobusové obratiště Dejvická, Šolínova-jižní Rooseveltova, severní Rooseveltova, Velflíkova, jižní Nikoly Tesly-jižní náměstí Interbrigády, severní Nikoly Tesly, Zelená, Čínská). Vzhledem k šířce zelených pásů podél tramvajové trati mají některé z těchto přejezdů téměř povahu přejezdů samostatné trati a pro silniční provoz jsou samostatně označeny svislým i vodorovným dopravním značením, avšak žádný z nich není označen jako železniční přejezd, pro silniční vozidla jsou použity dopravní značky Dej přednost v jízdě tramvaji, pro tramvaje nejsou přejezdy označeny vůbec.
U kruhového objezdu na Vítězném náměstí i u většiny křižovatek ulici přetínají přechody pro chodce. V roce 2009 však byla většina přechodů v šířce tramvajového pásu přerušena, takže trať lze legálně přejít pouze na světelně řízených přechodech u křižovatky se Zelenou ulicí. Přechody u severní vozovky Rooseveltovy ulice a u Čínské ulice byly v říjnu 2006 jako jedny z prvních v Praze opatřen blikacími světly 2. generace zapuštěnými ve vozovce, které mají reagovat na průchod chodců a přechod tak zvýraznit.

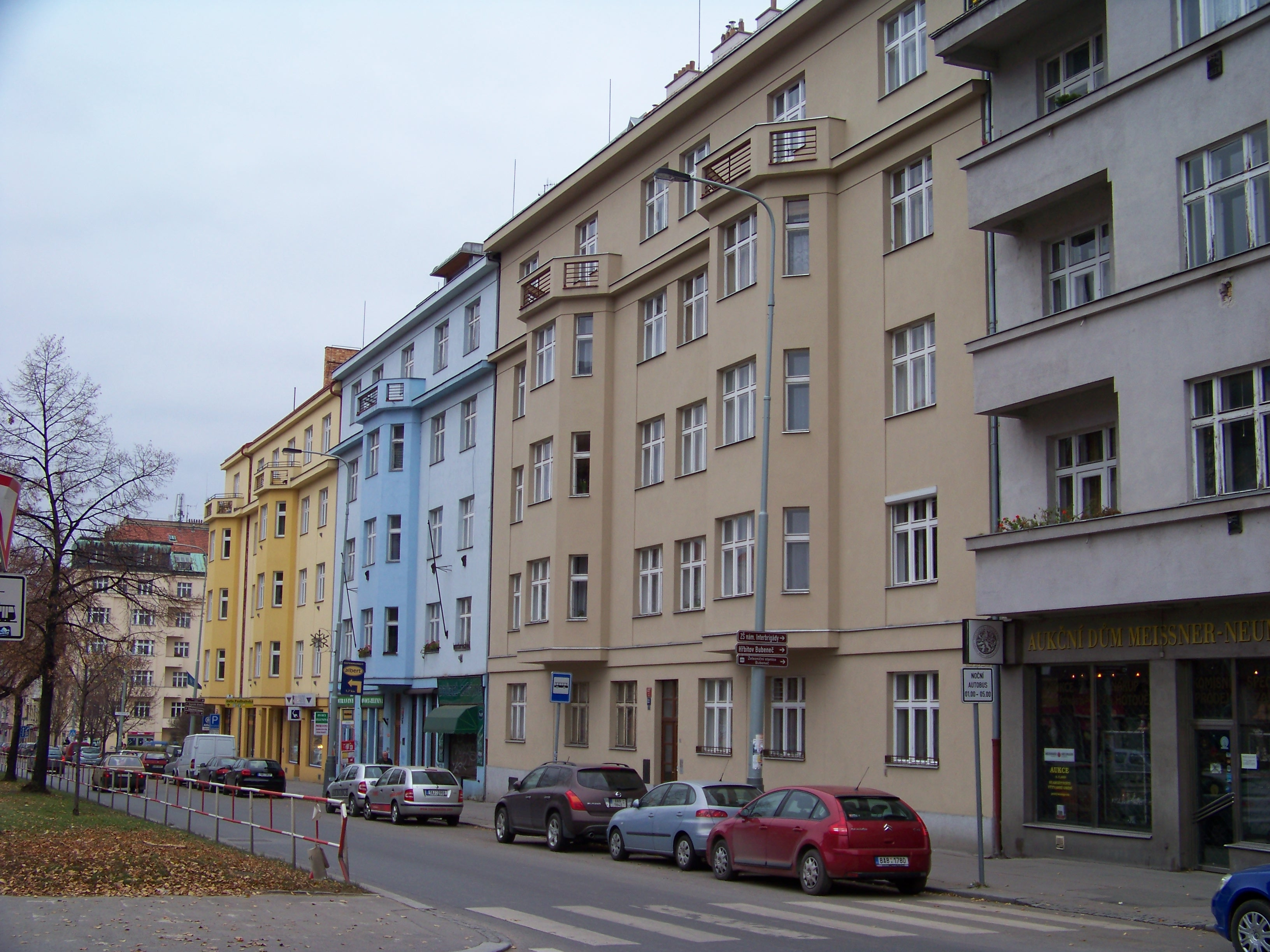
Domy na bubenečské straně, č. o. 20 až 26

Zástavbu kolem ulice tvoří především bloky několikapatrových činžovních domů z dvacátých a třicátých let 20. století. Na dejvické straně v jižní části stojí podél ulice novější budova vysokoškolské Technické menzy, navazující na areál ČVUT. V její části byl po roce 1990 zřízen supermarket.